# Negociaciones del Eje sobre la división de Asia

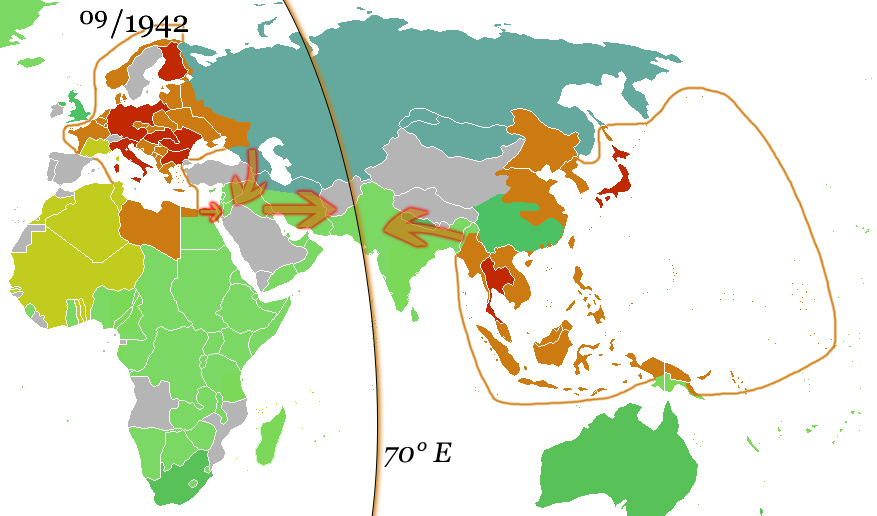
Las esferas de influencia directas de Alemania y Japón en su mayor extensión en el otoño de 1942. Las flechas muestran los movimientos planificados hacia la línea de demarcación propuesta a 70° E, que, sin embargo, nunca se aproximó.

Cuando las potencias del Eje −Alemania, Italia y Japón− consolidaron su alianza militar al declarar la guerra a los Estados Unidos de manera conjunta el 11 de diciembre de 1941, los japoneses propusieron un acuerdo territorial respecto al continente asiático con las dos principales potencias europeas del Eje. El 15 de diciembre presentaron a los alemanes una propuesta militar redactada que delimitaría el continente de Asia en dos «esferas de operaciones» (zonas de responsabilidad militar) separadas por una línea divisoria a lo largo del meridiano 70 este, partiendo desde del estuario ártico del río Ob hacia el sur, hasta justo al este de Khost en Afganistán y dirigiéndose hacia el Océano Índico justo al oeste de Rajkot en la India. El objetivo era dividir el "espacio vital" (Lebensraum) de Alemania y las áreas similares de Italia (spazio vitale) al oeste de éste, y el Imperio del Japón (y la Esfera de Coprosperidad de la Gran Asia Oriental) al este de ella, después de una derrota completa de la Unión Soviética por el Tercer Reich.
Inicialmente, a los alemanes no les gustó esta propuesta, ya que sus diplomáticos temían que fuera un frente para establecer un precedente para la delimitación específica de esferas políticas. El ejército alemán también estaba decepcionado por no haber cumplido las promesas de que Japón entrara en guerra contra la Unión Soviética, ni siquiera detener los envíos de suministros estadounidenses a través del puerto soviético de Vladivostok en el Pacífico.

La cuenca del río Yenisei en Siberia

Esta frontera arbitraria fue aún más criticada por la oficina de economía militar de la Wehrmacht (Wi Rü Amt) porque atravesó territorios y estados que comprendían unidades económicas orgánicas cuyas partes dependían mutuamente entre sí. En su lugar, propuso una división que seguiría las fronteras internacionales existentes, a lo largo de la frontera oriental de Irán, la frontera norte de Afganistán, la frontera occidental de China hasta Tannu Tuvá, y luego hacia el norte a lo largo del río Yenisei hasta el océano Ártico. A pesar de asignar toda la India británica y Afganistán a Japón, esto le daría a Alemania una frontera mejor y más fácilmente defendible en Siberia, y también le otorgaría el control sobre la cuenca industrial de Kuznetsk además de los ricos yacimientos de mineral de hierro de las montañas del este de los Urales. El plan del Tercer Reich para fortalecer los límites orientales de su propio territorio del Lebensraum, más allá de los cuales existirían las áreas fronterizas del noroeste de la Esfera de Coprosperidad de la Gran Asia Oriental, implicó la creación de un "muro vivo" compuesto por comunidades de campesinos-soldado (Wehrbauer) que lo defendieran. Sin embargo, se desconoce si las potencias del Eje negociaron formalmente una segunda línea de demarcación posible y complementaria que hubiera dividido el Hemisferio Occidental.

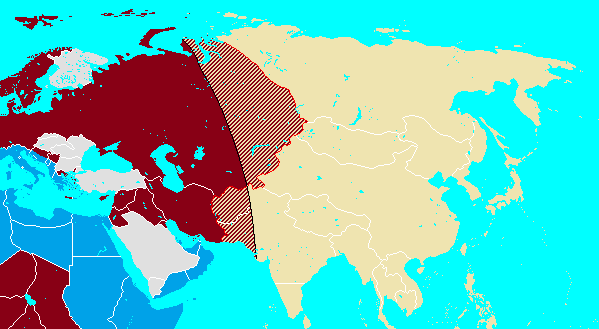
Mapa que muestra los posibles límites de una URSS dividida (que incluye anexiones planificadas de otras áreas). Las áreas sombreadas muestran posibles disputas que podrían haber surgido.

Adolf Hitler encontró aceptable la propuesta japonesa y la aprobó en su totalidad, posiblemente porque no pensaba que Alemania se apropiara de cualquier territorio soviético más allá de los Montes Urales.